# Научен метод
Научният метод (метод има гръцки произход и означава „изследване, учение, път на познание“) е система от принципи (които се развиват и променят), с помощта на които се достига до обективно познание на действителността. Всяка наука има специфични методи на изследване.
Включва наблюдения, измервания, предположения, експерименти и верификация – в този ред. Последователното прилагане на научния метод е това, което различава науката от лъженауката и други форми за придобиване на знания.

## Предмет
Разграничението между наука и лъженаука е общофилософски въпрос, наречен проблем за демаркацията.
Всички учени работят по един и същ начин при добиването на знанията, въпреки че отстрани това не е очевидно: някои учени разказват, че са се доверили на вдъхновение и прозрение (интуиция), докато други изтъкват систематичността като главен двигател в своите изследвания.
Вариант на точната интерпретация на научния метод е да се каже, че той не служи за придобиване на знание, а само за проверяване на вече придобито знание.
Във всеки случай има съгласие за това, че научният метод предлага начин да се гарантира, че знанието не е изкривено от субективни влияния и че грешките могат да бъдат открити.

## Описание
Научният метод предполага извършването на следните стъпки при придобиване на знания:
- Изследвай явлението, което искаш да опишеш. Събери данни и/или направи измервания.
- Обмисли получените резултати и формулирай хипотеза, която ги обяснява.
- Предположи на основа на хипотезата нещо, което все още не си наблюдавал.
- Провери дали предположенията са верни с допълнителни изследвания и/или нови експерименти.
- Прецени дали хипотезата може да бъде вярна. Ако не всички предположения са излезли верни, значи хипотезата не е вярна. В такъв случай формулирай нова хипотеза. Ако предположенията са излезли верни, направи нови предположения и ги провери отново.

Тези стъпки се повтарят непрекъснато, като по този начин формират все по-голям фундамент от добре проверени хипотези, които заедно могат да обяснят все повече явления. Научният метод позволява тези стъпки понякога да се изпълняват в друг ред, но при всички случаи те всички трябва да бъдат преминати. Теоретичните физици например понякога първо измислят цяла нова теория, преди да започнат да мислят какво точно искат да изследват.

### Изследване
По време на стадия на изследване е важно всичко да бъде пълно и подробно документирано. Не е достатъчно само да се публикува хипотезата. Научният метод изисква всеки, който поиска, да може да подложи хипотезата на проверка. Затова е необходимо всички наблюдения и точният метод, по който те са направени (и това как могат да бъдат възпроизведени) да бъдат също публикувани. Възпроизводимостта е важно изискване за всеки, който иска да направи сам преценка, а тя се основава на пълна документация на всички измервания, които са направени при изследването.
При описание на експериментите учените често използват дефиниции, различни от познатите в ежедневието. Това е необходимо, за да се осигури възпроизводимостта. Много понятия, които вършат работа в обикновения живот, не са подходящи за това. Дължината на един месец например може да бъде между 28 и 31 дни, но в същото време има различни дефиниции за ден и така излиза, че и терминът „ден“ е недостатъчно точен в един научен доклад.

### Обмисляне
При обмислянето учените търсят обяснение за наблюдаваните явления. Важен аспект на една научна теория е, че трябва да бъде възможно да се направи измерване, което би могло да доведе до отхвърляне на хипотезата (хипотезата трябва да бъде фалсифицируема за да бъде призната за научна). С други думи, ако не може да бъде измислен експеримент, чийто резултат би могъл да обори хипотезата, тя може би е истина, но в никакъв случай не е научна.
Ученият трябва да се пази да не бъде пристрастен и да не взема предвид при разсъжденията си само една част от наблюденията. Ако една теория е базирана на всички наблюдения, шансът тя да излезе полезна е много по-голям.
Важно допълнително правило при една нова теория е, че тя не трябва да бъде по-сложна, отколкото е необходимо, за да бъдат обяснени всички наблюдения. Например ако след буря дърво е паднало, възможна теория е "Това дърво е било ударено от светкавица. В тази теория има само 1 допускане – че не слон или порив на вятъра е повалил дървото, а светкавица.
Друга възможна хипотеза би била, че дървото е повалено от извънземни същества, високи 200 метра. Тази теория прави голям брой допускания – само някои от тях са, че съществуват извънземни същества, че те могат да извършват пътувания в космоса и че биологията им позволява да станат толкова големи.
Дори и при съблюдаване на правилото „колкото може по-просто“, за всяко явление могат да бъдат измислени куп хипотези. Някои явления са толкова сложни, че броят на допусканията, които са необходими за изграждане на задоволителна хипотеза, е прекалено голям. Все пак и в такива случаи, ако се съблюдава правилото „колкото може по-просто“, шансът хипотезата да е полезна е максимален. Трябва да се отбележи все пак, че това не е твърдо правило, чието спазване се изисква от научния метод.

### Предположение
Хипотезите се смятат за толкова по-добри, колкото по-голяма предсказваща сила имат. Колкото повече наблюдения могат да бъдат обяснени с 1 хипотеза, са възможни толкова повече наблюдения, които биха могли да покажат, че тя не е вярна. Хипотезата „Всичко се превръща в шоколад, ако никой не гледа, и се превръща обратно в това, което е било, ако някой гледа“ никога не би могла да бъде отхвърлена, защото е формулирана така, че контролът е изключен. Тази хипотеза няма предсказваща сила и не е научна хипотеза. Хипотезата, която гласи „светлината се изкривява в силно гравитационно поле“ (една част от Теорията на относителността на Айнщайн) е силна хипотеза, защото ясно подсказва какви измервания могат да се направят, за да бъде проверена. Ако се върнем към поваленото дърво, хипотезата за светкавицата предсказва, че би трябвало да има следи от огън и че радарът за наблюдение на светкавици би трябвало да е отчел светкавицата.
За да се формулират прогнози, базирани на дадена хипотеза, може да се използват импликации („ако-то“ съждения). Започва се с допускането, че хипотезата е вярна и се разсъждава какви биха могли да бъдат последиците от това. Когато се получи ясен извод, чиято истинност не може лесно да се установи на базата на по-ранни хипотези, той е възможна прогноза, базирана на новата хипотеза. Например според уравненията на Айнщайн часовниците би трябвало да се държат различно от очакваното. Чрез разсъждения, базирани на допускането, че уравненията са верни, се стига до заключението, че един точен часовник в един бърз космически кораб би вървял различно от аналогичен часовник на Земята. През 1905, когато са публикувани теориите на Айнщайн, космическите кораби са били фантастика, но междувременно са извършени различни тестове на тази прогноза и всички те съвпадат с прогнозите на Айнщайн.

### Проверка
Всяка хипотеза трябва да се провери чрез изпълнение на експерименти и измерване на резултатите. Тъй като измерванията по принцип са неточни и тъй като апаратурата става все по-добра, новите измервания често са по-точни от старите. Поради това понякога при повтаряне на измерванията се наблюдават отклонения от съществуващите теории. В идеалния случай експериментите трябва да бъдат описани така, че всеки, който иска, да може да ги изпълни многократно. Това се нарича „възпроизводимост“.
Един добър научен експеримент трябва да отговаря на няколко критерия. Трябва да има възможно най-малко свобода при интерпретацията на резултатите: свободата може да води до виждане на това, което ни се иска. Освен това един добър експеримент трябва да бъде така построен, че влиянието на външни ефекти да бъде изключено. Например при проверката на действието на ново лекарство трябва да се изключи влиянието върху резултатите на вниманието, което се обръща от лекаря на пациента и плацебо ефектa.
„Проверка“ може би е заблуждаващ термин. Всъщност теорията не се проверява: единственото, което може да се направи в тази фаза, е да се достигне до заключението, че на база направените експерименти хипотезата не може да бъде отхвърлена.

### Оценка
Всяка хипотеза може да бъде незабавно отхвърлена, ако достоверно може да се покаже, че тя невинаги е в сила, колкото и важна и стара да е съответната теория. Поради този принцип цялото научно знание е постоянно в движение: в края на краищата, във всеки един момент може да бъде направено ново наблюдение, което оборва стари хипотези. В гореспоменатия пример с поваленото дърво отсъствието на следи от огън или отсъствието на отчетена от радара светкавица биха направили старата теория неправдоподобна и в комбинация с един доклад за ураганни ветрове може да се формулира нова теория (например, че дървото е повалено от вятъра).
Друг важен аспект е, че експериментите, които водят до отхвърляне на една хипотеза, трябва да се извършат от различни учени, за да не излезе, че те се основават на предразсъдъци, объркване или измама. Научните списания използват за тази цел рецензенти — учените изпращат своите изследвания за публикуване, но преди те да бъдат публикувани, независима група експерти подлага резултатите и изводите на оценка. Недостатък на този метод е, че независимостта на членовете на групата също може да бъде подложена на съмнение. Изследвания, които са публикувани без рецензенти, могат да бъдат отхвърлени едва след публикуването им. Това нерядко води до големи скандали, като например при публикацията за студения ядрен синтез от Флайшман и Понс.

## Примери
Класически потвърждения за ползата от прилагане на научния метод са следните открития:
- Предсказване на коничната рефракция от Хамилтън, установено от Хъмфри Лойд, потвърдило на практика вълновата теория на светлината
- Предсказване на съществуването на планетата Нептун от Адамс и Льоверие
- Предсказване на позитрона от Дирак
- Предсказване на кварките от Мъри Гел-Ман

## Критика на научния метод
Много позитивисти в трудовете си през втората половина на XX век правят опит да приложат критериите на научния метод към самата наука, анализирайки историческия материал на реалните открития. В резултат се появява критика на самия метод във връзка с разминаването между методологията на научния метод и реалното развитие на научните идеи. Според тях това е доказателство за отсъствието на действително напълно формализиран и достоверен метод за извличане на обективно познание, както и липсата на еднозначна връзка между принципите на верификация/фалсификация и добиването на истинско познание. 
Във философската литература основните критици на научния метод са Томас Кун, Имре Лакатош, Паул Файерабенд, Майкъл Полани, Владислав Лекторски, Александър Никифоров, Вячеслав Степин и др.